# Jürgen Kohler
Jürgen Kohler (* 6. říjen 1965, Lambsheim) je bývalý německý fotbalista, který reprezentoval Německou spolkovou republiku i sjednocené Německo. Hrával na pozici obránce. V současnosti působí jako trenér.
S německou reprezentací se stal mistrem světa na šampionátu v Itálii roku 1990, mistrem Evropy roku 1996 a získal stříbrnou medaili na mistrovství Evropy roku 1992, kde se dostal i do all-stars týmu turnaje, a bronzovou na mistrovství Evropy roku 1988. Hrál i na světových šampionátech 1994 a 1998. Celkem za národní tým odehrál 102 utkání a vstřelil 2 branky.
S Borussií Dortmund vyhrál Ligu mistrů (1996–97) a následně i Interkontinentální pohár, s Juventusem Turín Pohár UEFA (1992–93). Stal se třikrát mistrem Německa (1990 - s Bayernem, 1996, 2002 - s Borussií) a jednou Itálie (1995 - s Juventusem). V roce 1997 byl vyhlášen nejlepším fotbalistou Německa.